# Vencedores do MTV Movie Award de melhor diretor novo
Abaixo está uma lista dos vencedores do MTV Movie Award de melhor diretor novo, prêmio concedido de 1992 a 2002.

## Vencedores

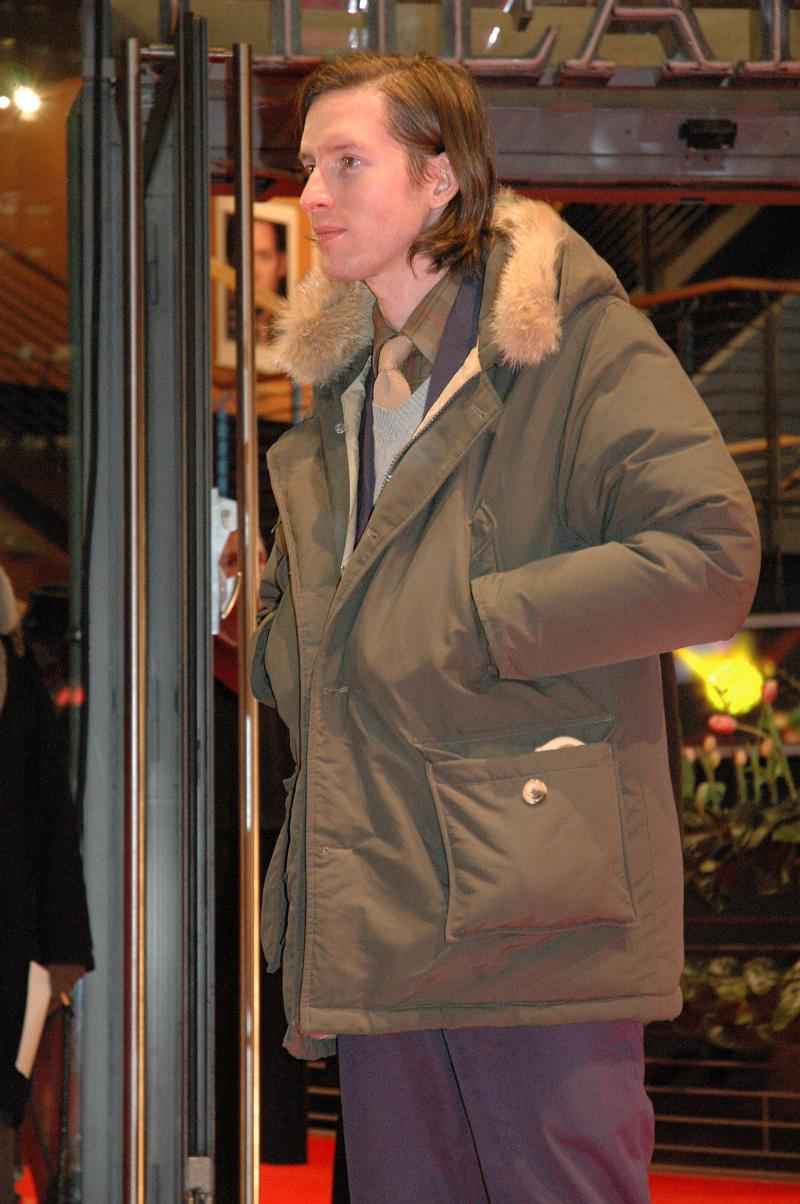
Wes Anderson, premiado em 1996

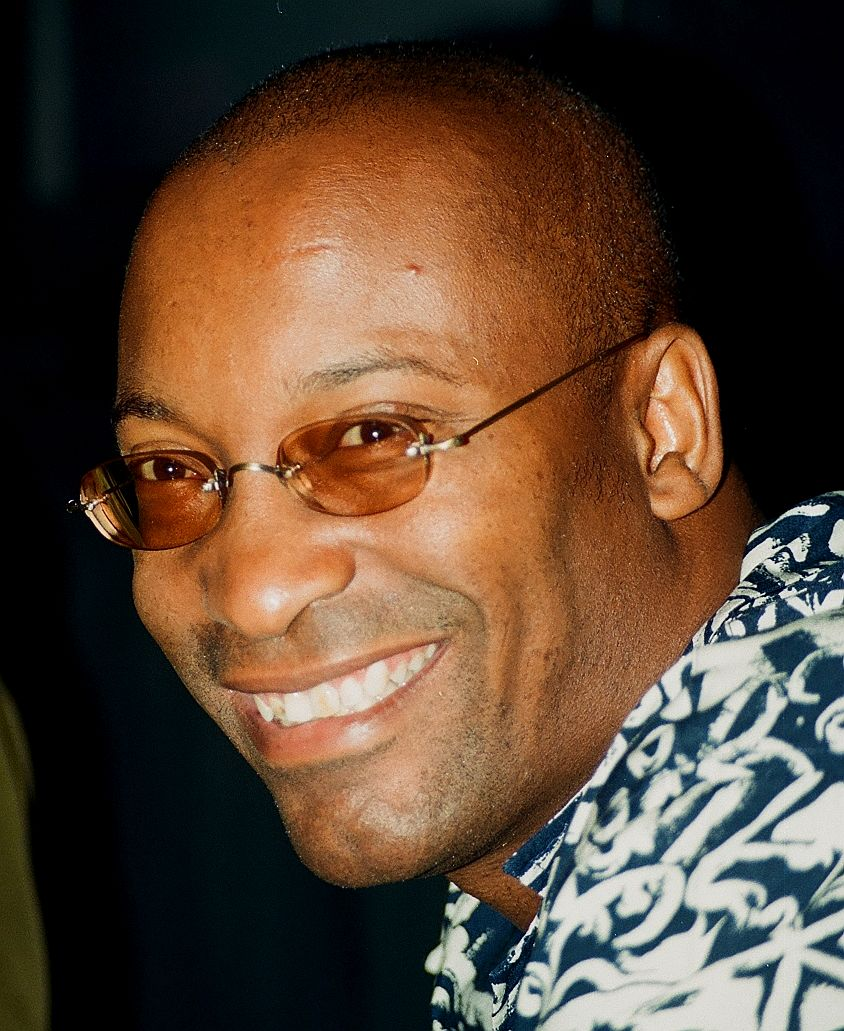
John Singleton, premiado em 1992

| Ano  | Diretor           | Título do filme em português (br/pt)                        | Título original                     |  |
| ---- | ----------------- | ----------------------------------------------------------- | ----------------------------------- |  |
| 2002 | Christopher Nolan | Amnésia/Memento                                             | Memento                             |  |
| 2001 | Sofia Coppola     | As Virgens Suicidas                                         | The Virgin Suicides                 |  |
| 2000 | Spike Jonze       | Quero Ser Joh Malkovich/Queres Ser John Malkovich?          | Being John Malkovich                |  |
| 1999 | Guy Ritchie       | Jogos, Trapaças e Dois Canos Fumegantes/Um Mal Nunca Vem Só | Lock, Stock and Two Smoking Barrels |  |
| 1998 | Peter Cattaneo    | Ou Tudo ou Nada                                             | The Full Monty                      |  |
| 1997 | Doug Liman        | Swingers - Curtindo a Noite                                 | Swingers                            |  |
| 1996 | Wes Anderson      | Pura Adrenalina/Roda Livre                                  | Bottle Rocket                       |  |
| 1995 | Steve James       | Basquete Blues                                              | Hoop Dreams                         |  |
| 1994 | Steven Zaillian   | Lances Inocentes/À Procura de Bobby Fisher                  | Searching for Bobby Fisher          |  |
| 1993 | Carl Franklin     | Um Passo em Falso                                           | One False Move                      |  |
| 1992 | John Singleton    | Os Donos da Rua/As Maltas do Bairro                         | Boyz n the Hood                     |  |